# Andrea Skanjeti
Andrea Skanjeti (ur. 20 lipca 1906 w Szkodrze, zm. 29 listopada 1992 tamże) – albański dramaturg i reżyser teatralny.

## Życiorys
W latach 20. jako uczeń franciszkańskiego gimnazjum współpracował z działającym w Szkodrze stowarzyszeniem Vllaznia, pod patronatem którego powstał amatorski zespół teatralny. W latach 30. wyjechał na studia do Włoch, skąd wrócił do Albanii w 1934. Po powrocie związał się ze stowarzyszeniem Antoniane. W tym czasie nie tylko występował na scenie, ale także pisał pierwsze dramaty (Ali Pasha dhe suljotet, Dy te burgosurit). W czasopismach albańskich okresu międzywojennego ukazało się 45 noweli i opowiadań Skanjetiego.
W 1947 wziął udział w pierwszym kursie dla reżyserów teatralnych, organizowanym przez zespół Teatru Ludowego w Tiranie. Po powrocie do Szkodry zajął się organizowaniem zespołu teatralnego, występującego przy miejscowym Domu Kultury. W listopadzie 1949 należał do grona założycieli Teatru Migjeni i był jego pierwszym reżyserem. W ciągu kilku lat wyreżyserował 20 sztuk, które wystawiono na scenie Teatru Migjeni.
Od 1952 skupił się na współpracy z Teatrem Kukiełkowym, który rozpoczynał swoją działalność w Szkodrze. Do zespołu Teatru Migjeni powrócił w 1961. W 1972, po premierze dramatu historycznego Nora, heroina e bjeshkve (Nora, bohaterka górskich pastwisk) Skanjeti był represjonowany przez władze partyjne. Usunięty z teatru, pracował jako robotnik w zakładach tytoniowych.
Pozostawił po sobie 22 dramaty (pierwszy dramat “Kusarët” napisał w wieku 12 lat), a także 8 sztuk przeznaczonych dla teatrów kukiełkowych. Pisał wspomnienia i zbierał anegdoty teatralne, należał do grona organizatorów archiwum teatru w Szkodrze. Na podstawie zachowanych rękopisów w 2002 wydano wspomnienia Skanjetiego, poświęcone dziejom teatrów w Szkodrze. W rękopisie pozostawił słownik włosko-albański. W listopadzie 1992, tuż przed śmiercią został wyróżniony przez władze Albanii tytułem Artysty Ludu (Artist i Popullit).
Imię Skanjetiego noszą ulice w Tiranie (dzielnica Lapraka) i w Szkodrze.

## Publikacje
- 1979: Nora : dramë me tri akte
- 2002: 100 vjet teatër në Shkodër : 1879-1979 : kujtime (100 lat teatru w Szkodrze: 1879-1979: wspomnienia)